# Notomys mordax
Notomys mordax är en utdöd däggdjursart som beskrevs av Thomas 1922. Notomys mordax ingår i släktet hoppråttor och familjen råttdjur. IUCN kategoriserar arten globalt som utdöd. Inga underarter finns listade i Catalogue of Life.
Kvarlevor av arten hittades under 1840-talet. Enligt den ursprungliga beskrivningen upptäcktes de i jordbruksregionen Darling Downs i Queensland i Australien. Troligen dog gnagaren ut efter européernas ankomst i Australien. Notomys mordax jagades troligen av introducerade tamkatter och den påverkades antagligen av habitatförstöring. Det är inget känt om gnagarens levnadssätt och när den dog ut.